# Scotinotylus kenus
Scotinotylus kenus är en spindelart som först beskrevs av Chamberlin 1948.  Scotinotylus kenus ingår i släktet Scotinotylus och familjen täckvävarspindlar. Inga underarter finns listade i Catalogue of Life.